# Urbanització de la Simpàtica
La urbanització de la Simpàtica, també coneguda com la urbanització de Mig Camí, és una urbanització del municipi de Tortosa (Baix Ebre) inclosa en l'Inventari del Patrimoni Arquitectònic de Catalunya. Està situada a banda i banda de la carretera de la Simpàtica, que condueix a l'ermita de Mig Camí.

## Descripció
En aquesta zona, situada al nord-est de Tortosa, al sector de muntanya que inicia la pujada fins al coll de l'Alba, des de final del segle xix s'hi va establir una urbanització, només modernament regulada urbanísticament. Es tracta d'habitatges aïllats envoltats per boscos i jardins. Són interessants les nombroses construccions modernistes i de començament del segle xx, com per exemple la del pintor Ferran Arasa, al número 25, amb elements neoclàssics i modernistes. Actualment s'han seguit construint edificacions, tipus xalet, dins de finques de bosc particular. Cap a la dècada del 1980, dins d'una antiga finca de construcció modernista enderrocada, s'inicià la construcció d'un grup d'habitatges unifamiliars adossats, encara que la seva superfície i els equipaments intentaven mantenir el nivell elevat que tradicionalment s'ha donat al sector.

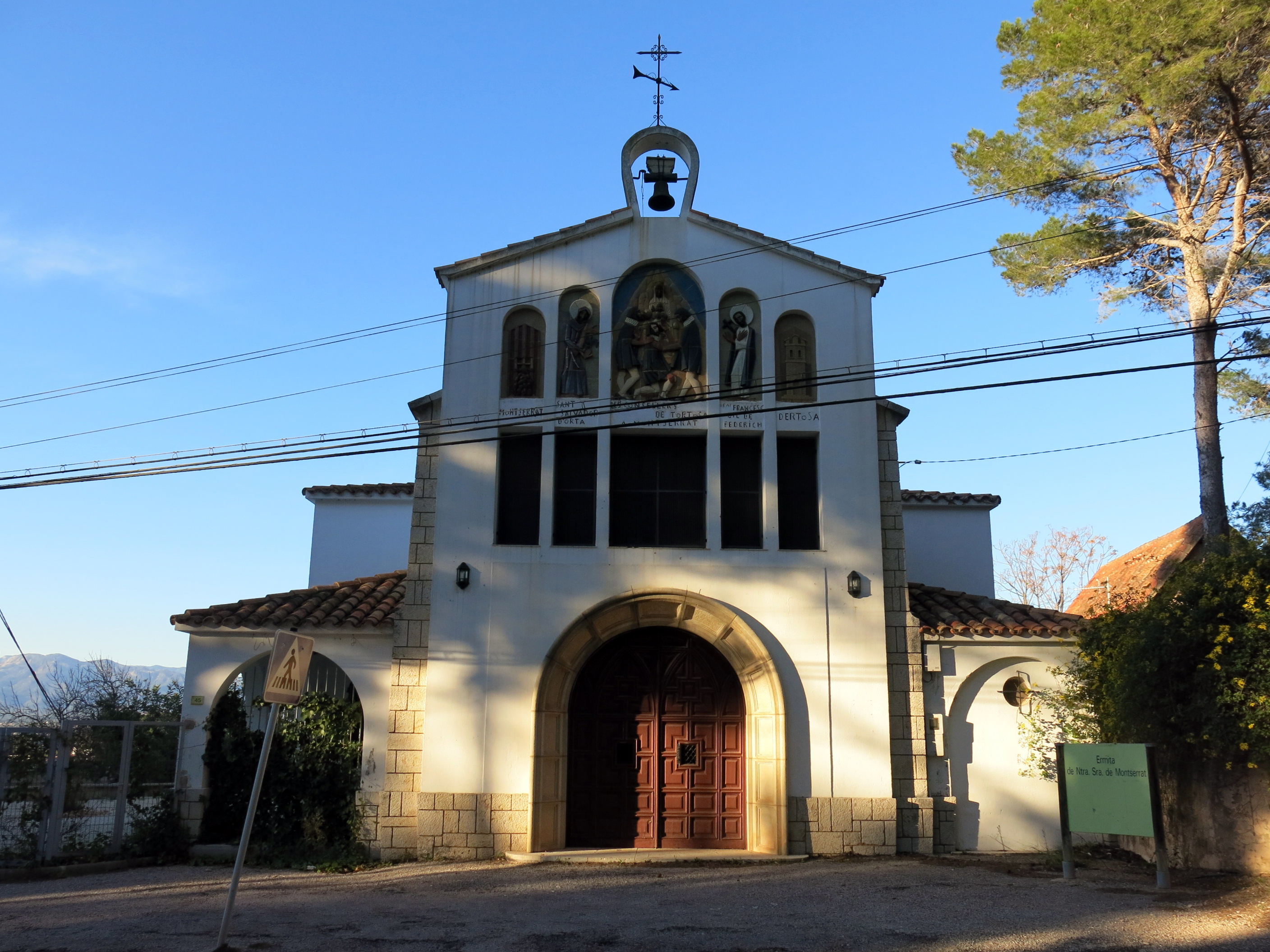
Capella de Nostra Senyora de Montserrat

Al número 45 s'aixeca la capella de Nostra Senyora de Montserrat, de tres naus i absis de planta quadrada, amb sagristia adossada i teulada a doble vessant. La façana, rematada per una petita espadanya, presenta porta de mig punt amb una galeria d'obertures rectangulars a sobre, i al damunt quatre plafons d'esmalt i pedra a manera de fornícula, dedicats, d'esquerra a dreta, a Montserrat, Sant Salvador d'Horta, la Mare de Déu de Montserrat amb la inscripció "Els consellers de Tortosa a Montserrat", el beat Francesc Gil de Frederic i la Dertosa romana.

## Història
La urbanització del sector s'inicià en el moment en què la via al voltant de la qual es distribueix perdé el seu paper protagonista com a comunicació entre Tortosa i Tarragona, a través del coll de l'Alba. Aleshores desaparegué el perill que representava el fet de ser el camí per on arribaven els exèrcits enemics en cas de guerra, i esdevingué una zona tranquil·la utilitzada només com a accés a les ermites de Mig Camí i del Coll de l'Alba.